# Fayet-Ronaye
 Fayet-Ronaye  es una población y comuna francesa, situada en la región de Auvernia, departamento de Puy-de-Dôme, en el distrito de Ambert y cantón de Saint-Germain-l'Herm.

## Demografía
| 364 | 324 | 243 | 175 | 163 | 143 |
| Para los censos de 1962 a 1999 la población legal corresponde a la población sin duplicidades (Fuente: INSEE [Consultar]) |     |     |     |     |     |